# I'm with Stupid (пісня Static-X)
I'm with Stupid — другий сингл метал-гурту Static-X з дебютного альбому Wisconsin Death Trip.
Пісня починається з того, що співак Вейн Статік вигукує слова приспіву: «Він невдаха, сказала вона», і швидко переходить до основного гітарного рифу, який повторюється протягом усієї пісні. Останній фрагмент, зразок діалогу від актриси Ліннеї Квіглі, походить із фільму 1988 року «Sorority Babes in the Slimeball Bowl-O-Rama».
У кліпі на пісню показано, як гурт виступає на сцені, а жінка з лопатою переслідує дивну істоту з кліпу на пісню «Push It». З'являються пара монстрів і синя людина. Зрештою жінка б'є істоту своєю лопатою та виявляє, що насправді є Вейном Статіком. У музичному відео заховано сім мавп. Режисером цього відео став Девід Мейерс.
Пісня посіла 38 місце в чарті Mainstream Rock(Billboard) у 2000 році.

## Список композицій
| #  | Назва                                              | Тривалість |
| -- | -------------------------------------------------- | ---------- |
| 1. | «I'm with Stupid (He's a Loser)» (Edit)            | 2:48       |
| 2. | «I'm with Stupid (He's a Loser)» (Edit with Intro) | 2:56       |

## Учасники запису
- Вейн Статік — головний вокал, ритм-гітара, програмування.
- Кен Джей — ударні.
- Коічі Фукуда — соло-гітара, клавішні, програмування.
- Тоні Кампос — бас, бек-вокал.